# دانشگاه علوم پزشکی آذربایجان
دانشگاه علوم پزشکی آذربایجان (آذربایجانی: Azərbaycan Tibb Universiteti) یک دانشگاه دولتی و قدیمی که در سال ۱۹۳۰ میلادی در شهر باکو تأسیس شده‌است.
دانشگاه علوم پزشکی آذربایجان دارای ۷۴ گروه علمی با ۸،۰۰۰ دانشجو می‌باشد. اعضای هیئت علمی و پزشکان دانشگاه بیش از ۱۰۰۰ نفر است.

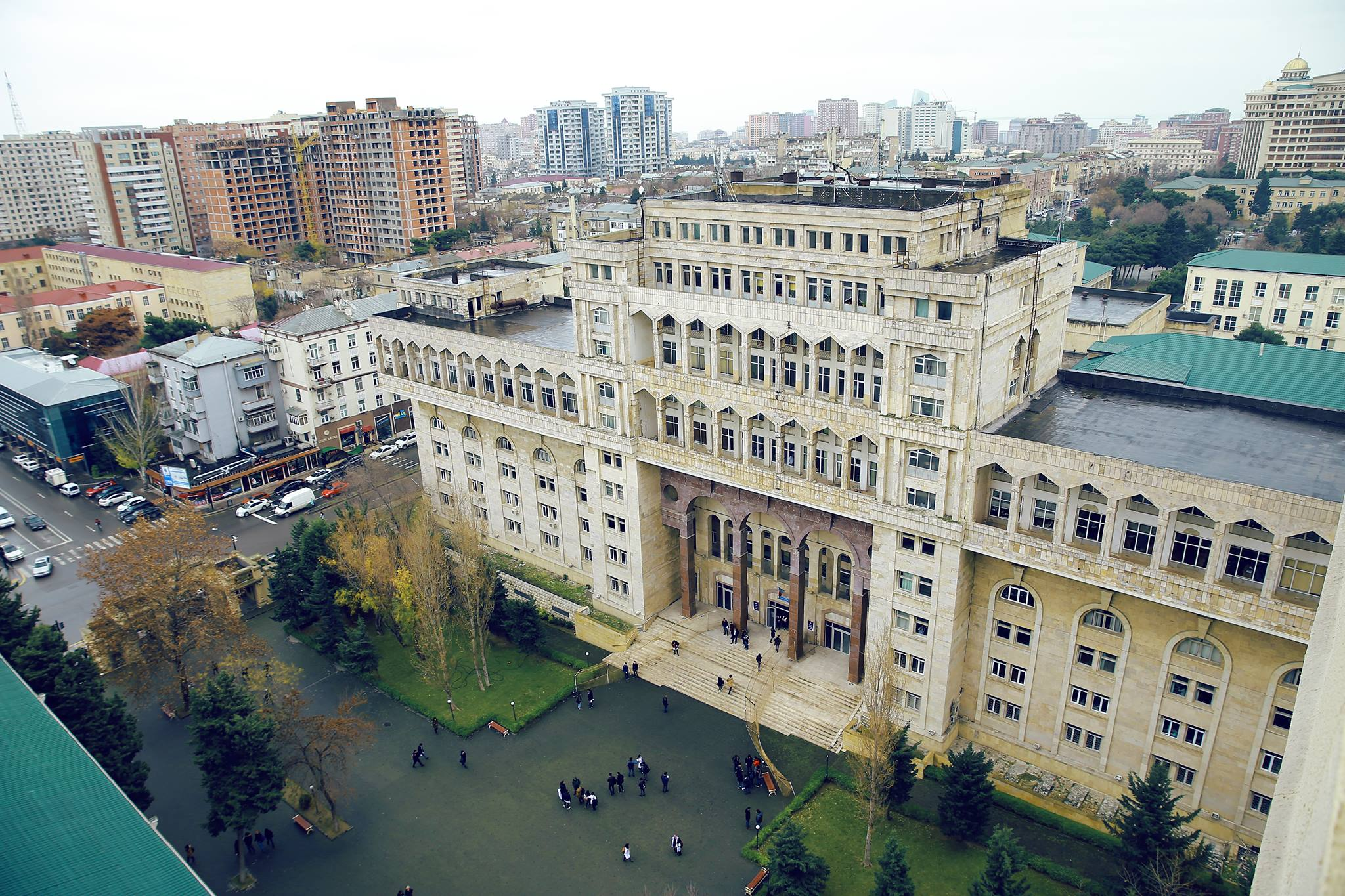
ساختمان دانشکده دروس عمومی

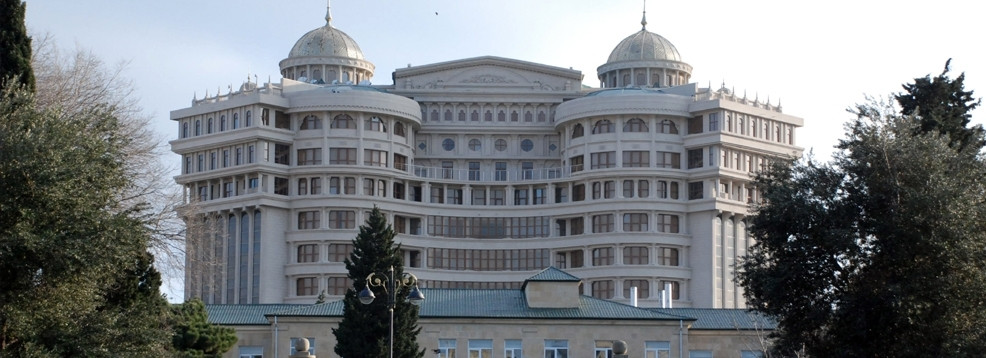
ساختمان دانشکده تدریس جراحی

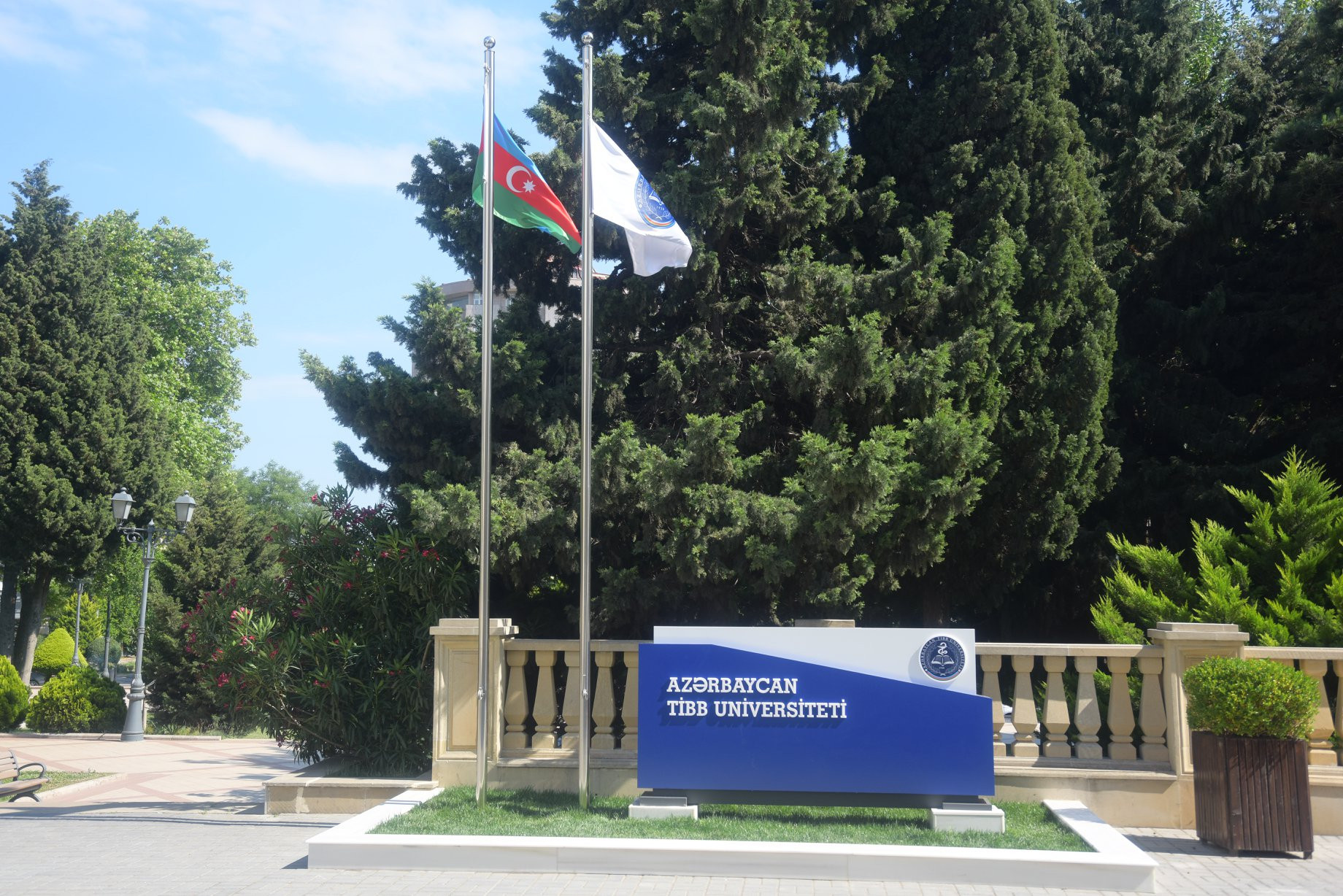
محوطه دانشگاه طب

این دانشگاه اولین دانشگاه پزشکی دارای سیستم غیر سیستم آموزشی شوروی سابق (سیستم زاچوتکا) در کشورهای بلوک شرق میباشد. سیستم تحصیلی این دانشگاه سیستم دانشگاه بولونیا میباشد. که از ۱۰۰ نمره تشکیل شده‌است. ۵۰ نمرهٔ کلاسی و ۵۰ نمرهٔ امتحانی. امتحانات در دانشگاه پزشکی آذربایجان با کامپیوتر زیر تدابیر شدید  (دوربین مداربسته)انجام می‌شود که این امر امکان تخلف در امتحانات را به صفر می‌رساند.